# Hank Baskett
Henry Randall „Hank“ Baskett (* 4. September 1982 in Clovis, New Mexico) ist ein ehemaliger US-amerikanischer American-Football-Spieler auf der Position des Wide Receivers. Er spielte in der National Football League (NFL) für die Minnesota Vikings, die Philadelphia Eagles sowie die Indianapolis Colts.

## Karriere

### College
Hank Baskett spielte 2004 und 2005 als Wide Receiver für die University of New Mexico. Neben Football betätigte er sich in seiner Jugendzeit auch in Basketball und Leichtathletik. In seinem letzten College-Jahr gelangen ihm 67 gefangene Pässe für 1.071 Yards Raumgewinn und neun Touchdowns. Zusätzlich kam er in die Auswahlmannschaft der Mountain West Conference. 

### NFL
Die Minnesota Vikings verpflichteten Baskett 2006, ließen ihn allerdings in einem Tauschgeschäft mit Billy McMullen zu den Philadelphia Eagles wechseln. In seiner ersten Spielzeit fing er 22 Pässe für 464 Yards Raumgewinn. Allein in den Spielen gegen die Dallas Cowboys und die Atlanta Falcons gelangen ihm zusammen 289 Yards. Beide Male wurde er zum Rookie of the Week gekürt. Er absolvierte 2008 alle Spiele und fing 33 Pässe für 440 Yards.
Aufgrund der hohen Anzahl an Wide Receivern und der Verpflichtung von Michael Vick strichen die Eagles Baskett im September 2009 aus dem Kader, um die erforderliche Spielergrenze zu erreichen. Er wurde zwei Tage später von den Indianapolis Colts verpflichtet. Bei den Colts spielte er in elf Partien, kam aber nur auf vier gefangene Pässe. Im März 2010 wurde er erneut Free Agent.
Die Eagles verpflichteten Hank Baskett erneut, strichen ihn am 21. September 2010 dennoch wieder aus dem Kader. Am Tag darauf gaben die Minnesota Vikings seine Verpflichtung bekannt.

## Persönliches
Hank Baskett war von Juni 2009 bis April 2018 mit dem Playboy-Model Kendra Wilkinson verheiratet. Das Paar hat zwei gemeinsame Kinder, Hank Baskett IV (2009) und Alijah Mary Baskett (2014).